# Alcatra’n’z
Alcatra'n'z je čtvrté studiové album české hudební skupiny Traktor. Album bylo vydáno 15. listopadu 2013 vlastním nákladem kapely.

## Podrobnosti
V textech jsou použity slovní hříčky a vtipy (konkrétně jedna slovní hříčka dala název desce). Například píseň Dovolená v Pr... neodkazuje na očekávané místo, ale na ukrajinské město poblíž Černobylu Pripjať. Naopak Defenestrace upozorňuje na politickou situaci v České republice. Její ústřední kytarová linka je melodie hymny České republiky zahraná v mollové stupnici. Píseň Atomové srdce otce obsahuje citaci kláves ze songu High Hopes od Pink Floyd.
Pro speciální vydání časopisu Spark producent Wendel Dreiseitl uvedl, že v době alba došlo k velkém rozmachu využívání samplů, kterých mělo studio v bance nepřeberné množství. Dle jeho vyjádření se na albu utvořil klasický zvuk kapely - objemnější a atraktivnější.
Bubeník Pavel Balko zpětně soudí, že mu album připadá propracovanější, ale opomíjené, ačkoliv je plné hitů.

## Přijetí
Ve flashback recenzi alba v časopisu Spark je vyzdviženo nemalé množství potenciálních hitů. Oceňováno je též udržení si vlastního výrazu a zvuku. Recenzent konstatuje, že kapela má potenciál stát se na české hudební scéně podobným kultem jako kapely Doga nebo Harlej.

## Videoklipy
Nepočítáme-li koncertní videa, vznikl videoklip k titulní skladbě a dále ke skladbám Katakomby a Defenestrace.

## Seznam skladeb
| Pořadí         | Název                      | Délka |
| -------------- | -------------------------- | ----- |
| 1.             | Defenestrace               | 4:54  |
| 2.             | Katastrofiol               | 3:33  |
| 3.             | Přítel Gump                | 4:24  |
| 4.             | Kdy dojdou náboje a vzduch | 5:50  |
| 5.             | Alcatra'n'z                | 4:47  |
| 6.             | Rock Fort Knox             | 5:11  |
| 7.             | Atomové srdce otce         | 5:12  |
| 8.             | Dovolená v Pr...           | 4:38  |
| 9.             | Truck'n'roll               | 3:13  |
| 10.            | Katakomby                  | 6:20  |
| Celková délka: | Celková délka:             | 48:06 |

## Obsazení
Kapela
- Martin Kapek – zpěv
- Stanislav Balko – sólová kytara, doprovodný zpěv
- Karel Ferda – baskytara, doprovodný zpěv
- Petr Bartošek – klávesy, doprovodný zpěv
- Pavel Balko – bicí

Produkce
- Pavel Balko, Stanislav Balko, Wendel Dreiseitl - mix a mastering
- Karel Ferda, Martin Kapek, Denisa Kozáková - obal